# Гриппо, Симоне
Симоне Гриппо (итал. Simone Grippo; род. 12 декабря 1988, Эттинген, Базель-Ланд) — швейцарский футболист, игравший на позиции центрального защитника.

## Карьера
Симоне Гриппо начинал футбольную карьеру в молодёжной команде Эттингена, уроженцем которого является. Далее последовал переезд в Базель, где он и получил основное футбольное образование. Но дальше молодёжного состава «Базеля» пробиться Гриппо не удалось, он лишь сыграл один матч в первом квалификационном раунде Кубка УЕФА 2006/07 против костанайского «Тобола». Поиграв в аренде в «Конкордии» и «Беллинцоне», игрок отправился в Италию, где подписал контракт с клубом Серии А «Кьево».
В высшем дивизионе Италии Симоне Гриппо провёл всего два матча, продолжая выступать в арендах в клубах Серии B.
В Швейцарию Гриппо вернулся в 2011 году, подписав контракт с «Лугано». Отыграв сезон в Челлендж-Лиге, Симоне перешёл в клуб Суперлиги «Серветт». Гриппо отыграл в новом клубе всего полгода, после чего «Серветт» расторг с игроком контракт. В результате, защитник оставался без команды полгода, пока в декабре не подписал контракт с «Вадуцем». В составе лихтенштейнского клуба Гриппо выиграл Челлендж-Лигу в сезоне 2013/14 и вновь вернулся в высший дивизион Швейцарии. Во второй половине сезона 2016/17 объявил о том, что не будет продлевать контракт с клубом, а с лета 2017 года стал игроком испанского футбольного клуба «Реал» из Сарагосы, выступающего в испанской Сегунде.

## Достижения
- Чемпион Швейцарии среди молодёжных команд: 2006[4]
- Обладатель Кубка Швейцарии среди молодёжных команд: 2006[4]
- Обладатель Кубка Лихтенштейна: 2014, 2015, 2016, 2017